# Museu Frieder Burda
El Museu Frieder Burda és un museu d'art a Baden-Baden, que va ser construït amb un disseny de l'arquitecte Richard Meier i inaugurat l'octubre de 2004. Es troba al costat de la Kunsthalle de Baden-Baden a Baden Baden. A més d'obres d'art modern i contemporani conserva la col·lecció clàssica dels constructors Frieder Burda i organitza exposicions especials amb regularitat.